# Ercheia apicalis
Ercheia apicalis är en fjärilsart som beskrevs av Gustaaf Hulstaert 1924. Ercheia apicalis ingår i släktet Ercheia och familjen nattflyn. Inga underarter finns listade i Catalogue of Life.